# サイクロバクター・ファエカリス
サイクロバクター・ファエカリス（Psychrobacter faecalis）はPseudomonadota門ガンマプロテオバクテリア綱シュードモナス目モラクセラ科サイクロバクター属の種の一つであり、グラム陰性且つオキシダーゼ陰性細菌である。
ドイツで鳩の糞害に汚染された人々から見出されたバイオエアロゾルから分離された。

## 特徴
0.8〜1.2×1.0〜2.0μmのグラム陰性で従属栄養の単細胞生物であり、直線的な形状の桿菌である。極性脂質特性を持ち、円形且つ不透明なコロニーを形成する。複合培地では4〜36℃、栄養寒天培地では45〜55℃で生育する。

## 系統学的解析
クオラムセンシングシグナル分子であるC6及びC10ホモセリンラクトン（HSL）の分解活性を持ち緑膿菌及びVibrio coralliilyticusを弱毒化することが知られるPsychrobacter sp. M9-54-1株の16S rRNA遺伝子解析によると、この細菌とPsychrobacter pulmonis CECT 5989T株及びP. faecalis ISO-46T株の16S rRNA配列情報は99.78〜99.66%の同一性が認められた。M9-54-1株のゲノム情報はアメリカ国立生物工学情報センター（NCBI）のゲノム情報データベース「NCBI Genome Workbench」にてアクセッション番号JADGFW000000000として登録され公表されている。この16S rRNAの解析により、97％未満の類似性を持つ、サイクロバクター属を構成する全ての種がリストアップされた。

## 臨床的見地
Psychrobacter faecalisは新たに研究され始めた細菌であり、その感染症の予防法及び治療法はまだ明らかになっていない。この細菌の研究が行われたが、時間経過や環境変化に対してどのように応答するのかはまだ確認されていない。他の類似のサイクロバクター属細菌と類似点がいくつかある可能性はあるが、全く同じではないことは確認されている。今後の研究で、どのように感染が行われ、それはどのような方法で防げるか明らかとなることが期待されている。

## 予防
この細菌の感染の拡大経路については詳細になっていないが、その起点である鳩の糞の接触を避けることが現在知られている感染症予防対策の最重要項目である。鳩の糞に接触した可能性のある物品からの汚染を防ぐため、手を洗うことが有効である。感染経路を減らすことは身体を清潔に保つだけでなく、この細菌が宿主に感染するために利用している他の感染手段を特定するうえでも役に立つ。